# 軽井沢スケートセンター
軽井沢スケートセンター（かるいざわスケートセンター）は、長野県北佐久郡軽井沢町にあった、国土計画（後のコクド。現、プリンスホテル）が開設したスケートリンクである。

## 歴史
1956年（昭和31年）1月15日に開業。屋外の400mリンクと屋内リンク、テニスコート、ホテルなどがあった。1993年（平成5年）には、敷地内に千ヶ滝温泉の入浴施設がオープンした。
1958年（昭和33年）2月2日には氷が割れて、死者が出る事故が発生している。1963年（昭和38年）には世界スピードスケート選手権が行われた。以降、世界スプリント選手権、全日本選手権、ISUワールドカップなどの大規模な大会が行われてきた。
しかし軽井沢スケートセンターの再開発と老朽化のため、2009年（平成21年）3月31日で隣接していた軽井沢千ヶ滝温泉ホテル（1977年開業。旧：軽井沢スケートセンターホテル）とともに閉鎖された。以降は、立ち寄りの湯軽井沢千ヶ滝温泉のみが営業を継続している。